# Zoetwaterlens
Een zoetwaterlens of zoetwaterbel is een massa zoet grondwater die op het omliggende zoute water drijft. Het verschijnsel is een gevolg van het feit dat zoet water lichter is dan zout water en in de bodem bijna niet vermengt.
Het treedt op wanneer er een neerslagoverschot is bij een enigszins waterdoorlatende bodem zoals zand. Het water zijgt dan in de bodem in plaats van over het oppervlak weg te stromen. In de bodem moet weerstand overwonnen worden om naar de zijkant weg te stromen en zo ontstaat er een bultje zoetwater. Dat bultje drukt door z'n gewicht vervolgens zout water weg in de diepte, en zo ontstaat in de loop van de jaren een steeds grotere lensvormige massa zoet water, die aan de onderkant ver tussen het zoute grondwater dringt en aan de bovenkant - veel minder ver - boven het peil van het omliggende zoute water uitstijgt. 
De relatie van de hoogte h met de diepte z van de zoetwaterlens ten opzichte van het omliggende zoute water kan worden berekend met behulp van de Ghyben-Herzberg vergelijking:
{\displaystyle z={\frac {\rho _{f}}{(\rho _{s}-\rho _{f})}}h}
De verhouding van h en z hangt af van {\displaystyle \rho _{f}}, de dichtheid van zoetwater, en {\displaystyle \rho _{s}}, de dichtheid van zout water. Zoet water heeft een dichtheid van ongeveer 1,000 g/cm3 bij 20 °C, en zeewater van ongeveer 1,025 g/cm3. De uitkomst van de vergelijking is dat de verdringing aan de onderkant 40 maal zo groot is als de opbolling aan de bovenkant.
Zoetwaterlenzen komen voor op de meeste Nederlandse en Duitse Waddeneilanden.